# スクイズ (テレビ制作会社)
株式会社スクイズは、テレビ番組の制作プロダクションである株式会社ホームラン製作所の関連会社。
株式会社ホームラン製作所の代表者・田中経一がプロデュースし、元女優・グラビアアイドルの木内美歩を代表取締役として創立された。

## 制作に参加している主な番組

### 現在
日本テレビ系列
- ダウンタウンのガキの使いやあらへんで!!
- 芸人報道

TBS系列
- 全世界極限サバイバルジャングル!無人島!灼熱砂漠!極寒地帯で100時間生き残れ!
- 櫻井・有吉THE夜会
- 有田哲平の夢なら醒めないで

フジテレビ系列
- さんま&くりぃむの芸能界(秘)個人情報グランプリ
- 芸能界特技王決定戦 TEPPEN
- 梅沢富美男のズバッと聞きます!

テレビ朝日系列
- ナニコレ珍百景
- お願い!ランキング
- ミュージックステーション
- 中居正広のミになる図書館

テレビ東京系列
- ありえへん∞世界
- 世界ナゼそこに?日本人 〜知られざる波瀾万丈伝〜

### 過去
日本テレビ系列
- 行列のできる法律相談所
- ぶっコギ!
- アナ☆パラ

TBS系列
- ズバリ言うわよ!
- 学校へ行こう!MAX
- R30
- 徳光和夫の感動再会"逢いたい"
- ひみつの嵐ちゃん!
- お茶の水ハカセ
- クイズ☆タレント名鑑
- 爆報! THE フライデー
- 今、この顔がスゴい!
- 私の何がイケないの?
- おーくぼんぼん
- 櫻井有吉アブナイ夜会

フジテレビ系列
- クイズ$ミリオネア
- トリビアの泉 〜素晴らしきムダ知識〜
- 幸せって何だっけ 〜カズカズの宝話〜
- 一攫千金!日本ルー列島
- 理由ある太郎
- なべあちっ!
- JAPANロッケフェスティバル
- ペケ×ポン
- 教訓のススメ

テレビ朝日系列
- 愛のエプロン
- 銭形金太郎
- 美しき青木・ド・ナウ
- 美味紳助
- すくいず!
- 女神のアンテナ
- ザ・クイズマン!
- くりぃむナントカ
- 大胆MAP
- 虎の門
- 学べる!!ニュースショー!
- ロンドンハーツ
- シルシルミシル
- 天才をつくる!ガリレオ脳研
- ストライクTV
- 初めて○○やってみた

テレビ東京系列
- TVチャンピオン2
- 所さんの学校では教えてくれないそこんトコロ!
- ピラメキーノ
- なんでも実況ショー
- 週末YY JUMPing

## テレビ番組以外の仕事

### CM
- 公式携帯サイト『細木数子の六星占術』（サイバード）